# Jal tarang
Le jaltarang est un instrument de musique indien très rare. Il s'agit d'un ensemble de quinze ou vingt bols de cuisine en porcelaine de taille croissante. Ils sont remplis d'eau afin d'émettre chacun une note particulière, et il suffit donc d'augmenter le volume d'eau ou de le diminuer pour changer la note.
Les bols sont placés à terre en arc de cercle devant le musicien assis. celui-ci les frappe successivement à l'aide de deux baguettes en bois. C'est un instrument de percussion mélodique simple à construire et à jouer, mais le jeu peut en être très virtuose. Le son est crystallin, proche du Glassharmonica européen.